# Јован Авакумовић
Јован Ђ. Авакумовић (Београд, 1/13. јануар 1841 — Рогашка Слатина, 3. август 1928) био је српски правник, политичар и академик. Авакумовић је обављао функцију председника владе Србије.

## Биографија
Рођен као потомак угледне трговачке породице Бабадудић. Родитељи Ђорђе Авакумовић (раније Јеремић) и Катарина рођ. Јовановић - кћерка Баба-Дудина, имали су троје деце: Јована, Анку и Јелену. Отац Ђорђе Авакумовић угледни бакалин, имао је дућан са цариградском робом "Код Кошнице", на углу улица Кнеза Михајла и Краља Петра. Син Јован завршио је права на лицеју у Београду, а затим студирао правне и државне науке (1862—1868) у Хајделбергу - Немачкој, Паризу - Француској и Швајцарској. Био је члан и вођа Либералне странке.
Године 1873. именован је првим секретаром Касационог суда, затим је од 1875) прво био управник града Београда, а потом начелник полицијског одељења Министарства унутрашњих дела у либералској влади Стевче Михаиловића до 1880. године. Те године накратко постаје министар правде у кабинету Јована Ристића, али већ октобра исте године влада пада и замењује је напредњачка под Миланом Пироћанцем. У следећем периоду (1881—1887. година) је судија Касационог суда. Накратко је министар правде 1887. године у коалиционој либералско-радикалској влади, али испада из ње крајем године када радикали сами формирају кабинет. Будући да је неприкосновени шеф либерала Ристић намесник у периоду 1889—1892. године и да је замрзао статус у либералној странци, то је Авакумовић постао оперативни шеф странке и предводник опозиције. Либерали тада покушавају да владајуће радикале туку на радикалски начин – јаком демагогијом.
Када намесништво обара радикалску владу, Авакумовић 9. августа 1892. године постаје председник владе и министар иностраних дела. У влади доминира млађе крило либерала. Све акције владе усмерене су на парламентарне изборе заказане за 25. фебруар 1893. године. После жестоке борбе, у којој је влада користила сумњиве методе, резултат је нерешен, а политичку кризу разрешава млади Александар Обреновић, који преузима краљевске прерогативе, отпушта Авакумовићеву владу и мандат даје радикалима. Било је то 1. априла 1893. године. Радикална већина у скупштини је организовала политичко суђење Авакумовићу и неким члановима његове владе, али је их је краљ амнестирао пре пресуде.
Други пут је Авакумовић постао председник владе одмах по убиству краља Александра Обреновића и краљице Драге Машин 29. маја 1903. године. Под овом владом је извршен избор Петра Карађорђевића за српског краља и враћен на снагу устав из 1888. године.
Током Првог светског рата, 1915. године, аустроугарске окупационе снаге су га заробиле у Варадину и интернирале у логор Цеглед у Мађарској, а затим у Хицинг у Аустрији, у коме је дочекао крај рата. Британски лист Тајмс је погрешно обавештен, фебруара 1917. године писао да је Авакумовић умро. По повратку из заробљеништва он се повлачи из политике.
Авакумовић је био један од најпознатијих и најбољих адвоката у Београду, посебно из области кривичног права. Написао је већи број стручних радова, а његова најважнија дела су Теорија казненог права (1887—1891), као и Нужна одбрана, Важност кривичног закона, Француска и енглеска порота, Промена валуте и противправни послови. Становао је у (једној од две тада постојеће куће) данашњој Кнез Михајловој улици, између Калемегдана и хотела "Руски цар". Та кућа је касније (након Првог светског рата) срушена а на њеном месту подигнута нова - завештана Академији наука. Прво је од 27. фебруара 1882. године изабран за редовног члана Српског ученог друштва у Београду. Авакумовић је постао редовни члан Српске краљевске академије 15. новембра 1892., а проглашен  3. априла 1894. године. Штампао је своју приступну академску беседу: "О старој српској пороти". Оставио је иза себе необјављене четворотомне мемоаре.
Преминуо је у Рогашкој Слатини у данашњој Словенији 3. августа 1928. године, током летовања, и сахрањен је у Београду, на Новом гробљу. У браку са Милевом, имао је једну кћерку Љубицу. Кћерка је основала при Академији "Задужбину Породице Авакумовић".
Био је сестрић генерала и краљевског намесника Јована Белимарковића.

## Одликовања
- Орден Карађорђеве звезде I реда са лентом и дипломом, од 20. јуна 1904.[8]
- Орден Таковског крста I реда са лентом и дипломом, од 7. јануара 1889.[8]
- Орден Светог Саве I реда са лентом и дипломом, од 20. септембра 1903.[8]
- Орден Милоша Великог III реда са лентом и дипломом, од 7. јануара 1899.[8]
- Таковски крст III реда за ратне заслуге[8]
- Медаља успомена на 40 годишњицу Св. Андрејску Велику Скупштину[8]
- Медаља Краља Петра, успомена на његов избор за Краља Србије 1903.[8]